# 奥原千加
奥原 千加（おくはら ちか、1964年8月16日 - ）は、日本の女優。劇団昴所属。

## 人物
特技は書道。趣味は料理。
方言は関西弁（神戸・京都）。

## 出演作品

### テレビドラマ
- 歴史みつけた
  - 米騒動
  - 平安の都
- 火曜ミステリー劇場「雪の能登半島 幽霊海岸殺人事件」（1990年）
- 大人は判ってくれない（1992年）
- 金曜ドラマシアター「旅は道連れ世は情けねェ!」（1992年）
- まだ喝采が聞こえる
- 土曜ワイド劇場「東京駅お忘れ物預り所4（2010年）

### テレビアニメ
- 名探偵コナン（2004年、川村京子）

### 劇場アニメ
- この星の上に（1998年）

### 舞台
- 遺産騒動（綾小路夫人）
- いただきまぁす!（多田節子）
- エデンの東
- 王を撃て
- 親の顔が見たい
- かくて新年は
- カモメたちの晩夏
- 機械じかけのピアノのための未完成の戯曲（リーゾチカ）
- 修道女（シスター・アンジェリック、マルト）
- 大正モダンな遺産騒動
- トップ・ガールズ（アンジー）
- 熱帯夜
- 隣で浮気?
- ベルナルダ・アルバの家（女1）
- モンセラ-我が命果つるとも-
- リア王の娘たち
- Road‐ロード‐（リンダ）